# Liste der Straßen in Essen-Frohnhausen
Die Liste der Straßen in Essen-Frohnhausen beschreibt das Straßensystem im Essener Stadtteil Frohnhausen mit den entsprechenden historischen Bezügen.

## Einführung und Überblick
In Essen-Frohnhausen, dem zweit-einwohnerstärksten Stadtteil, leben heute mit 32612 Einwohnern (30. September 2022) mehr als fünf Prozent der Einwohner der Stadt Essen. Sie verteilen sich dabei auf einer Fläche von 3,62 Quadratkilometer. Zu Frohnhausen gehören die Postleitzahlenbezirke 45144, 45145 und 45147.
Die heutigen Essener Stadtteile Altendorf, Frohnhausen und Holsterhausen bildeten vor ihrer Eingemeindung zur Stadt Essen 1901 die Bürgermeisterei Altendorf, deren Straßennummerierung in acht Sektionen unterteilt war. Als man gegen Ende des 19. Jahrhunderts bei neubenannten Straßen die Häusernummerierung einführte, ergaben sich Probleme mit gleichen Hausnummern innerhalb der einzelnen Sektionen. Deshalb wurde im Jahr 1900 eine Straßenbenennungskommission gegründet, um noch vor der Eingemeindung die Straßenbenennung und Häusernummerierung zu bereinigen und dabei Rücksicht auf Straßen in Essen zu nehmen, was bis zum 15. Mai 1901 abgeschlossen war. Dieser Beschluss wurde auf Wunsch der Stadt Essen aber nicht ausgeführt. Nach der Eingemeindung bildete man unter der Leitung des Oberbürgermeisters Erich Zweigert eine neue Benennungskommission, die die Einteilung des nun neuen Stadtgebietes in Straßennamengruppen empfahl. Ausnahmen bildeten dabei jedoch historische Namen innerhalb der Bezirke.
In Frohnhausen gibt es die Straßennamengruppen von deutschen und ehemals deutschen Städten, von überregional bedeutenden Personen (insbesondere Historiker) und regional bedeutenden Personen, wie die der sogenannten kruppschen Beamte.
Die Grenzen Frohnhausens werden wie folgt gebildet:
 im Norden die Bahnstrecke Dortmund–Duisburg; im Westen die Lise-Meitner-Straße, die Margaretenstraße, die Münchner Straße, die Liebigstraße, die Kämpenstraße und die Bramkampstraße; im Süden der Borbecker Mühlenbach, der in seinem weiteren Verlauf auch grob die Ostgrenze bis zur Herbrüggenstraße bildet.
In Frohnhausen gibt es 147 benannte Verkehrsflächen, darunter fünf Plätze.
 Folgende Straßen befinden sich dabei nur teilweise im Stadtteil:
 Am Mühlenbach, Am Richtenberg, Berliner Straße, Böhmer Straße, Bunsenstraße, Diergardtstraße, Frohnhauser Straße, Hausackerstraße, Herbrüggenstraße, Koppestraße, Martin-Luther-Straße, Münchner Straße, Nöggerathstraße, Oberdorfstraße, Onckenstraße.
Durch den Stadtteil Frohnhausen verlaufen:
- die Bundesautobahn 40 in Ost-West-Richtung (ursprünglich Kruppstraße, später Bundesstraße 1 und A430),
- die Landesstraße L20 auf der Oncken-, der Rüdesheimer-, der Leipziger- und der Hausackerstraße und
- die Landesstraße L64 auf der Frohnhauser-, der Mülheimer- und der Wickenburgstraße.

## Liste der Straßen
Die nachfolgende Tabelle gibt eine Übersicht über die Straßen und Wege im Stadtteil mit entsprechenden Informationen.
- Name: aktuelle Bezeichnung der Straße oder des Platzes.
- Länge/Maße in Metern:
 Die in der Übersicht enthaltenen Längenangaben sind gerundete Übersichtswerte, die in Google Earth mit dem dortigen Maßstab ermittelt wurden. Sie dienen Vergleichszwecken und werden, sofern amtliche Werte bekannt sind, ausgetauscht und gesondert gekennzeichnet.
 Bei Plätzen sind die Maße in der Form a × b angegeben.
 Der Zusatz (im Stadtteil) gibt an, dass die Länge die des Straßenabschnitts innerhalb des Stadtkerns ist, sofern die Straße in benachbarte Stadtteile weitergeführt wird.
 Der Zusatz (ohne Stichstraßen) gibt bei verzweigten Straßen die Länge der „Hauptstraße“ an.
- Herleitung: Ursprung oder Bezug des Namens
- Datum der Benennung: amtliche Erstbenennung
- Anmerkungen: zusätzliche Informationen
- Bild: Foto der Straße oder eines anliegenden Objekts

| Name                  | Länge/Maße (in Metern)  | Herleitung | Datum der Benennung | Bemerkungen | Bild                                                  |
| --------------------- | ----------------------- | --- | ------------------- | --- | ----------------------------------------------------- |
| Aachener Straße       | 440                     | Aachen, Stadt in Nordrhein-Westfalen | 16. Mai 1902        | Die Aachener Straße, die zuvor teilweise Victoriastraße hieß, führt von der Breslauer Straße westwärts, quert die Berliner- und die Düsseldorfer Straße und endet vor der Leipziger Straße als Sackgasse. |                                                       |
| Adelkampstraße        | 900                     | Adelkamp, Name eines Kottens | vor 1874            | Die Straße ist nach dem ehemaligen Kotten Adelkamp, genauer Ardelkamp, benannt. In der Landmatrikel von 1668 wird der Aufsitzer Gerhard im Erlenkamp und der 2,25 Morgen große Kotten genannt, der zum Hof Wickenburg gehörte. Der Wirth Ardelkamp bewohnte 1795 den Kotten. 1848 wurde der zu dieser Zeit 15,5 Morgen große Kotten im Ganzen aber auch parzellenweise freiwillig von Johann Hermann Jacke gen. Siepmannzum öffentlichen Verkauf ausgesetzt. Die Adelkampstraße führt von der Bramkampstraße westwärts, quert die Wickenburgstraße und die Schweriner Straße und endet dann als Sackgasse. | Kirche der Gemeinde Gottes, Adelkampstraße            |
| Altendorfplatz        | 75 × 50                 | Platz des ehemaligen Rathauses der Bürgermeisterei Altendorf                                                                                                | 16. Mai 1902        | Der Altendorfplatz, der zuvor Rathausplatz genannt wurde, war der Standort des einstigen Rathauses der Bürgermeisterei Altendorf, zu der Altendorf, Frohnhausen und Holsterhausen gehörten. 1901 wurden diese drei Orte nach Eingemeindung zur Stadt Essen deren heutige Stadtteile. Der Altendorfplatz liegt südwestlich der Kreuzung Frohnhauser Straße/Margaretenstraße. | St. Mariä Geburt, Altendorfer Platz                   |
| Am Mühlenbach         | 530 (im Stadtteil)      | Lage am Borbecker Mühlenbach | 15. Mai 1902        | Die Straße Am Mühlenbach zweigt östlich der Wickenburgstraße ab und verläuft nördlich des Mühlenbaches weiter nach Holsterhausen. |                                                       |
| Am Richtenberg        | 130 (im Stadtteil)      | Richtenberg, Flurname | 4. Sep. 1963        | In der Mutterrolle von 1866 wird der Rechenberg genannt, aus dem vermutlich der mündlich überlieferte Richtenberg wurde. Ursprünglich war die Straße Am Richtenberg das westliche Ende der Frohnhauser Straße. Die Straße Am Richtenberg führt vom Straßenbahnwendekreis an der Frohnhauser Straße nach Westen weiter nach Mülheim an der Ruhr, wo er Frohnhauser Weg heißt. |                                                       |
| Am Riehlpark          | 100                     | Wilhelm Heinrich Riehl, Journalist, Novellist und Kulturhistoriker                                                                                          | 16. Mai 1902        | Die Straße Am Riehlpark zweigt nördlich von der Frohnhauser Straße ab und begrenzt den Riehlpark auf seiner westlichen Seite. |                                                       |
| Am Westbahnhof        | 230                     | Lage am Bahnhof Essen West | 30. Mai 1913        | Die Straße Am Westbahnhof bildet den Platz südlich des Bahnhofes Essen West vor dessen Empfangsgebäude und liegt damit zwischen der Dahnstraße und der Martin-Luther-Straße. | Am Westbahnhof                                        |
| An der Apostelkirche  | 90                      | Lage an der Apostelkirche | 24. Juli 1929       | Die Straße An der Apostelkirche, die zuvor Bonner Straße hieß, ist eine westliche Stichstraße der Breslauer Straße und liegt damit nördlich der Apostelkirche. |                                                       |
| An der Wickenburg     | 380                     | Lage nahe dem ehemaligen Hof Wickenburg | 14. Dez. 1966       | Siehe auch: Wickenburgstraße Die Straße An der Wickenburg verläuft südlich parallel zur Bundesautobahn 40 zwischen der Wickenburgstraße und der Hausackerstraße. |                                                       |
| Archenholzstraße      | 130                     | Johann Wilhelm von Archenholz, preußischer Offizier, Schriftsteller, Herausgeber mehrerer Zeitschriften                                                     | 16. Mai 1902        | Die Archenholzstraße, die ursprünglich Stolzestraße hieß, verbindet die Busehofstraße mit der Mommsenstraße. |                                                       |
| Bärendelle            | 170                     | Bärendelle, Flurname | 30. Mai 1913        | In der Landmatrikel von 1668 ist Wilhelm Niermann als Besitzer von einem halben Morgen Land in der Berndell langß Pauskamp erwähnt. In der Mutterrolle von 1826 steht, dass Hermann Buse einen Acker, die Bärendelle, bewirtschaftet. Da hier viele Brombeeren wuchsen, nimmt man an, dass Bärendelle die Bedeutung des Beerentälchens hat, in dem der Beerenbach floss. Von hier aus breiteten sich die Höfe von Frohnhausen aus. Das Land an der Bärendelle galt als minderwertig und war noch um 1900 als Müllhalde genutzt worden. In den Jahren 1915 bis 1917 entstand die Siedlung Bärendelle nach Plänen von Robert Schmohl. Hier wurde um 1910 die Volksschule Bärendelle, später Hauptschule, vom Architekten Albert Erbe errichtet. Sie steht seit 1994 unter Denkmalschutz. Der Fußweg Bärendelle ist nicht für den Autoverkehr freigegeben und verbindet die Kerckhoffstraße mit der Riehlstraße. | Schule Bärendelle                                     |
| Benno-Strauß-Straße   | 270                     | Benno Strauß, Metallurg und Physiker | 19. März 1969       | Die Benno-Strauß-Straße war vor dem Bau der Autobahn in den 1960er-Jahren Teil der Kruppstraße. Heute verläuft sie nördlich parallel der Bundesautobahn 40 zwischen der Mühlheimer Straße und der Leipziger Straße. |                                                       |
| Bentheimer Straße     | 140                     | Bad Bentheim, Kurort in Niedersachsen | 10. März 1906       | Die Bentheimer Straße verbindet die Breslauer Straße mit der Clausthaler Straße. | Bentheimer Straße                                     |
| Berliner Straße       | 1390 (im Stadtteil)     | Berlin, deutsche Hauptstadt | 16. Mai 1902        | Die Berliner Straße, die zuvor teils Falkensteinstraße hieß, führt aus Altendorf kommend von der Bahnstrecke Dortmund–Duisburg nach Süden, quert die Frohnhauser Straße und die Mühlheimer Straße und endet vor der Bundesautobahn 40. | Berliner Straße                                       |
| Berzeliusstraße       | 140                     | Jöns Jakob Berzelius, schwedischer Mediziner und Chemiker                                                                                                   | 13. Dez. 1901       | Zwischen 1901 und 1961 trug der heutige Abschnitt der Frohnhauser Straße vom Altendorfer Platz über die Martin-Luther-Straße bis zur Unterführung der Bahnstrecke Dortmund–Duisburg den Namen Berzeliusstraße. Die Frohnhauser Straße wurde vom Altendorfer Platz über die heutige Berzeliusstraße und weiter über die heutige Lise-Meitner-Straße bis zur Eisenbahnunterführung geführt. Am 22. Februar 1961 wurde die Benennung umgekehrt und aus der einstigen Verbindung der Frohnhauser Straße die beiden heutigen Straßen Berzeliusstraße und Lise-Meitner-Straße gemacht, die nicht mehr direkt miteinander verbunden sind. Seitdem liegt die Berzeliusstraße zwischen der Margaretenstraße und der Frohnhauser Straße. |                                                       |
| Böhmerstraße          | 1280 im Stadtteil       | Johann Friedrich Böhmer, Historiker | 16. Mai 1902        | Die Böhmerstraße führt von der Herbrüggenstraße in südlicher Richtung und hat eine Stichstraße zum Terrassenfriedhof in Schönebeck. Von hier aus führt sie weiter unter der Bahnstrecke Dortmund–Duisburg hindurch hinauf zur Raumerstraße. |                                                       |
| Bramkampstraße        | 500                     | Bramkamp, Name eines Kottens | vor 1874            | Der Kotten Bramkamp, war ein Aspliss des Wientgenhofs in Frohnhausen und befand sich an der Ecke Adelkampstraße/Bramkampstraße. Der Wientgenhof war ein Behandigungsgut und gehörte in den Oberhof Ehrenzell. Die behandigte Familie Cocy veräußerte 1751 mit Genehmigung der Fürstäbtissin eine Hälfte des Hofs. Die andere Hälfte mit den Kotten Bramkamp, Duvenkamp und Schmidt verblieb bei Familie Cocy. Die Kötter waren Pächter der Cocys und erlangten im 19. Jahrhundert Eigentumsrechte an den von ihnen bewirtschafteten Kotten. In der Mutterrolle von 1807 wird Heinrich Bramkamp als Besitzer des rund sechs Morgen großen Kottens genannt. Johann Heinrich Bramkamp ist als letzter Bewirtschafter des Kottens erwähnt. Seine Witwe heiratete in vierter Ehe den Ackerer Lambert Messing. Die Bramkampstraße, die bis zum 21. Oktober 1938 Brahmkampstraße geschrieben wurde, führt von der Straße Am Mühlenbach in nördlicher Richtung zur Kämpenstraße und bildet dabei im gesamten Verlauf die Grenze zu Holsterhausen. |                                                       |
| Brandenburger Straße  | 270                     | Brandenburg an der Havel, Stadt im Land Brandenburg | 16. Mai 1902        | Einst führte die Brandenburger Straße von der Lübecker Straße nordwärts, den Postreitweg querend bis zur Frohnhauser Straße. Dieser nördliche Verlauf im Bereich der heutigen Kleingartenanlage (KGV Essen West) wurde um 1916 aufgehoben. Diese wurde aufgrund der Verarmung nach dem Ersten Weltkrieg zunächst als Grabeland angelegt, um den Hunger der Bevölkerung zu lindern. Die Brandenburger Straße, die zuvor Breilmannstraße hieß, führt heute von der Lübecker Straße nördlich über die Königsberger Straße und endet als Sackgasse. |                                                       |
| Braunschweiger Straße | 130                     | Braunschweig, Stadt in Niedersachsen | 16. Mai 1902        | Die Braunschweiger Straße, die ursprünglich Güntherstraße hieß, verbindet die Dresdner Straße mit dem Postreitweg. |                                                       |
| Breilsort             | 200                     | Breilsort, Flurname | 16. Mai 1902        | In der Mutterrolle von 1846 werden die Begriffe Am Breyl, Im Breilsort und Breilsort genannt. Ab 1911 wurde hier die Siedlung Breilsort errichtet. Zunächst war die Straße Breilsort die heutige Dahlmannstraße. Mitte der 1910er Jahre wurde sie um die heutige Straße Breilsort verlängert und 1963 die Dahlmannstraße als eigener Straßenzug umbenannt. Die Straße Breilsort, die zuvor in Teilen Breilsortweg hieß, verbindet im Westen von Frohnhausen die Dahlmannstraße in einem Winkel mit der Frohnhauser Straße. | Breilsort                                             |
| Breilsrand            | 190                     | Breil, Familienname | 16. Okt. 1916       | In der Landmatrikel von 1668 wird Henrich von Briell modo Hermann und der eineinhalb Morgen große Kotten genannt. Der Schmied im Breil sowie der Radmacher Hermann im Breil werden 1795 erwähnt. Die Ländereien gehörten zum Hof Overath. Die Straße Breilsrand im Westen von Frohnhausen ist eine nördliche Stichstraße der Frohnhauser Straße. |                                                       |
| Breslauer Straße      | 690                     | Breslau, viertgrößte Stadt Polens | 26. Sep. 1902       | Breslau war bis zum Ende des Zweiten Weltkrieges Hauptstadt der damaligen preußischen Provinz Niederschlesien. Die Breslauer Straße führt von der Frohnhauser Straße in südlicher Richtung bis zur Brücke über die Bundesautobahn 40, wo sie als Keplerstraße weiter in Holsterhausen verläuft. |                                                       |
| Burckhardtstraße      | 300                     | Jacob Burckhardt, Schweizer Kulturhistoriker | 16. Mai 1902        | Die Burckhardtstraße, die ursprünglich Seydtlitzstraße hieß, zweigt südlich der Kerckhoffstraße ab und führt bis zum Riehlpark. |                                                       |
| Bunsenstraße          | 75 im Stadtteil         | Robert Wilhelm Bunsen, Chemiker | 16. Mai 1902        | Die Bunsenstraße, die ursprünglich Philippstraße hieß, verläuft von der Liebigstraße ostwärts zur Margaretenstraße und von dort weiter in Holsterhausen. |                                                       |
| Busehofstraße         | 690                     | Buse, Hofname | 20. Nov. 1937       | Der Hof Buse war ein Unterhof von Hof Ehrenzell. 1332 wird im Kettenbuch mansus Conradi dicti Busen genannt. In der Landmatrikel von 1668 ist Heinrich Buse als Aufsitzer des acht Morgen großen Hofs erwähnt. Als Behandigungsgut wird der Hof Buse 1795 bezeichnet und der Kötter Buse genannt. 1796 waren Everhard Buse und sein Sohn Hermann Letztbehandigte. 1830 löste der Ackersmann Hermann Buse alle auf dem Hof ruhenden fiskalischen Lasten ab und wurde damit uneingeschränkter Eigentümer. 1867 ist der Eigentümer Wilhelm Buse erwähnt. 1886 ging der Hof in das Eigentum der Bürgermeisterei Altendorf über. Die Busehofstraße, die zuvor Dunckerstraße hieß, zweigt östlich der Berliner Straße ab und verläuft in südlicher Richtung bis zur Frohnhauser Straße. |                                                       |
| Clausthaler Straße    | 220                     | Clausthal, ehemals freie Bergstadt | 10. März 1906       | Die ehemals freie Bergstadt Clausthal ist heute der größte Ortsteil der niedersächsischen Berg- und Universitätsstadt Clausthal-Zellerfeld. Die Clausthaler Straße verbindet die Göttinger Straße mit der Liebigstraße. | Clausthaler Straße                                    |
| Curtiusstraße         | 500                     | Ernst Curtius, klassischer Archäologe und Althistoriker | 17. Dez. 1902       | Die Curtiusstraße, die ursprünglich Gneisenaustraße hieß, zweigt heute östlich der Berliner Straße ab, führt an der Eissporthalle Essen-West vorbei und endet nach einem Rechtsknick vor der Dahnstraße als Sackgasse. Zwischen 1902 und 1976 war die heutige Niebuhrstraße die westliche Verlängerung der Curtiusstraße. |                                                       |
| Dahlmannstraße        | 250                     | Friedrich Christoph Dahlmann, Historiker und Staatsmann, Mitglied der Frankfurter Nationalversammlung                                                       | 4. Sep. 1963        | Um 1910 trug bereits das westlich des Gervinusparks verlaufende Teilstück der Grevelstraße den Namen Dahlmannstraße, die bis zur Kerckhoffstraße reichte. Vor 1927 war der Name dort wieder aufgehoben. Die heutige Dahlmannstraße, die zuvor zur Straße Breilsort gehörte, verbindet die Böhmerstraße mit der Frohnhauser Straße. |                                                       |
| Dahnstraße            | 460                     | Felix Dahn, Professor für Rechtswissenschaften, Schriftsteller und Historiker                                                                               | 16. Mai 1902        | Die Dahnstraße, die ursprünglich Wedelstraße hieß, führt vom Bahnhof Essen West in südlicher Richtung zur Frohnhauser Straße. | Heinz-Nixdorf-Berufskolleg, Dahnstraße                |
| Danziger Straße       | 450                     | Danzig, ehemals preußische Hansestadt, heute polnisch | 16. Mai 1902        | Die Danziger Straße, die zuvor Ludwigstraße hieß, führt von der Markuskirche in östlicher Richtung zur Posener Straße. |                                                       |
| Diergardtstraße       | 100 im Stadtteil        | Friedrich von Diergardt, rheinischer Industrieller und Seidenfabrikant                                                                                      | 16. Mai 1902        | Die Diergardtstraße, die teilweise ursprünglich Parkstraße hieß, verläuft von Holsterhausen kommend ab der Lise-Meitner-Straße nordwärts zur Kerckhoffstraße. |                                                       |
| Dittmarstraße         | 65                      | Heinrich Dittmar, Pädagoge, Geschichtsschreiber | 21. Dez. 1906       | Die Dittmarstraße verbindet die Pützstraße mit der Frohnhauser Straße. |                                                       |
| Dollendorfstraße      | 680                     | Johannes Dollendorf, Pfarrer | 12. Dez. 1957       | Johannes Dollendorf wurde am 28. Juli 1875 in Weywertz geboren und wirkte knapp 40 Jahre an der St.-Elisabeth-Kirche in Frohnhausen. Er war als Geistlicher für soziale Belange aufgeschlossen. Dollendorf starb am 3. November 1953 in Frohnhausen. Ursprünglich auf dem Margaretenfriedhof beigesetzt, wurde er 1994 auf den kleinen Priesterfriedhof an der Kirche umgebettet. Die Dollendorfstraße hieß zunächst Nitzschstraße. Nach 1928 wurde sie zur westlichen Kerckhoffstraße und 1951 zur Kleinen Kerckhoffstraße umbenannt. Bis dahin verlief sie von der Möserstraße bis zur Raumerstraße. Zur Zeit der Umbenennung in Dollendorfstraße 1957 wurde sie in westlicher Richtung bis zur Dahlmannstraße verlängert. Ende der 1960er Jahre folgte baulich die östliche Verlängerung bis zur Straße Eigene Scholle, wo sie dann erstmals in die Kerckhoffstraße überging. In den 1970er Jahren wurde das Teilstück zwischen der Straße Eigene Scholle und Onckenstraße der Kerckhoffstraße angegliedert. Heute verbindet die Dollendorfstraße die Onckenstraße mit der Dahlmannstraße. | St. Elisabeth, Dollendorfstraße                       |
| Dresdner Straße       | 370                     | Dresden, Landeshauptstadt von Sachsen | 16. Mai 1902        | Die Dresdner Straße verbindet die Wiesbadener Straße mit der Mühlheimer Straße. | Dresdner Straße                                       |
| Droysenstraße         | 230                     | Johann Gustav Droysen, Historiker und Geschichtstheoretiker                                                                                                 | 16. Mai 1902        | Die Droysenstraße, die zuvor Scharnhorststraße hieß, verbindet die Busehofstraße in einem Winkel mit der Curtiusstraße. |                                                       |
| Drumannstraße         | 100                     | Wilhelm Drumann, Historiker | 26. Sep. 1909       | Die Drumannstraße verbindet die Giesebrechtstraße mit der Seibertzstraße. |                                                       |
| Düsseldorfer Straße   | 250                     | Düsseldorf, Landeshauptstadt in Nordrhein-Westfalen | 16. Mai 1902        | Die Düsseldorfer Straße, die zuvor Nikolausstraße hieß, verbindet die Kölner Straße in einem Winkel mit der Leipziger Straße. |                                                       |
| Duisburger Straße     | 140                     | Duisburg, Großstadt in Nordrhein-Westfalen | 10. März 1905       | Die Duisburger Straße verbindet die Kölner Straße mit der Frohnhauser Straße. |                                                       |
| Eigene Scholle        | 150                     | Eigene Scholle, Baugenossenschaft | 13. Sep. 1922       | Die 1922 gegründete Baugenossenschaft Eigene Scholle errichtete in dieser Straße einige Wohnhäuser. Sie hatte den Zweck, unter den Mitgliedern der christlichen Gewerkschaften die Wohnungsnot einzudämmen und Eigenheime zu schaffen, bevor sie in den 1930er Jahren in der Gemeinnützigen Wohnungsgenossenschaft Essen-West eG aufging. Die Straße Eigene Scholle, die zuvor Niesertstraße und teilweise Dahlmannstraße hieß, verbindet die Niebuhrstraße mit der Kerckhoffstraße. |                                                       |
| Elbinger Knie         | 130 (ohne Stichstraßen) | Elbing in Ostpreußen, heute Elbląg | 25. Feb. 1937       | Die Straße Elbinger Knie verläuft knieförmig vom Postreitweg zur Königsberger Straße. |                                                       |
| Frankfurter Straße    | 230                     | Frankfurt am Main, Großstadt in Hessen | 16. Mai 1902        | Die Frankfurter Straße, die zuvor Teil der Oberdorfstraße war, verbindet die Kölner Straße mit der Frohnhauser Straße. |                                                       |
| Freytagstraße         | 180                     | Gustav Freytag, Schriftsteller, Kulturhistoriker | 16. Mai 1902        | Die Freytagstraße, die ursprünglich Bernuthstraße hieß, verbindet die Kerckhoffstraße mit der Riehlstraße. |                                                       |
| Frohnhauser Platz     | 110 × 50                | Lage, Platz in Frohnhausen | 10. März 1906       | Der Frohnhauser Platz, der in der Zeit des Nationalsozialismus Schrönplatz und dann Friedel-Schrön-Platz hieß, liegt südlich der Frohnhauser Straße zwischen Hildesheimer- und Clausthaler Straße. Er dient dem Wochenmarkt. | Frohnhauser Platz                                     |
| Frohnhauser Straße    | 2230 (im Stadtteil)     | Lage, Straße durch Frohnhausen | um 1860             | Die Frohnhauser Straße hieß in Teilen ursprünglich Essen-Mülheimer-Chaussee sowie ab etwa 1885 Herrenbankstraße. Der gesamte Straßenverlauf, zusammen mit dem Teil im Westviertel, wurde nach Eingemeindung der Bürgermeisterei Altendorf zur Stadt Essen am 13. Dezember 1901 einheitlich zur Frohnhauser Straße. | Frohnhauser Straße                                    |
| Genossenschaftsplatz  | 60 × 40                 | Konsumgenossenschaft Essen | 17. Jan. 1951       | Die Konsumgenossenschaft Essen befand sich zur Zeit der Benennung an diesem Platz. Sie ging aus dem 1902 durch 47 Mitglieder in Essen-West gegründeten Konsumverein Eintracht eGmbH hervor. Durch Vereinigung mit weiteren Genossenschaften gab es 1925 bereits 160 Lebensmittelgeschäfte, zwei Kaufhäuser und zwei Fleischerläden in 37 Gemeinden. Sie wurden von drei Zentralen in Essen, Duisburg und Gelsenkirchen versorgt. 1978 wurde die Genossenschaft in eine Aktiengesellschaft mit einem Stammkapital von 2,6 Millionen DM umgewandelt. Der Genossenschaftsplatz liegt an der Kreuzung Nöggerathstraße/Berliner Straße. |                                                       |
| Gervinusplatz         | 50 × 30                 | Georg Gottfried Gervinus, Historiker, Politiker | 15. Sep. 2009       | Der Gervinusplatz liegt im Südosten der Kreuzung Berliner Straße/Frohnhauser Straße. |                                                       |
| Gervinusstraße        | 450                     | Georg Gottfried Gervinus, Historiker, Politiker | 16. Mai 1902        | Die Gervinusstraße, die ursprünglich Plattenstraße hieß, verbindet die Niebuhrstraße mit der Frohnhauser Straße. |                                                       |
| Giesebrechtstraße     | 430                     | Wilhelm von Giesebrecht, Historiker | 16. Mai 1902        | Die Giesebrechtstraße, die in Teilen ursprünglich Buschstraße und Waitzstraße hieß, verbindet einerseits die Niebuhrstraße mit der Nöggerathstraße und andererseits die Berliner Straße mit der Nöggerathstraße, wobei sie auf diesem zweiten Teilstück für Kraftfahrzeuge vor der Nöggerasthstraße als Sackgasse endet. | Giesebrechtstraße                                     |
| Göttinger Straße      | 95                      | Göttingen, Universitätsstadt in Niedersachsen | 10. März 1906       | Die Göttinger Straße verbindet die Clausthaler Straße mit der Breslauer Straße. |                                                       |
| Grevelstraße          | 500                     | Wilhelm Grevel, Apotheker, Politiker und Heimatforscher | 26. Nov. 1909       | Die Grevelstraße zweigt westlich von der Gervinusstraße ab und führt südlich und westlich um den Gervinuspark herum. |                                                       |
| Großstraße            | 75                      | Wilhelm Groß, sogenannter Kruppscher Beamter | 9. Okt. 1914        | Wilhelm Groß wurde am 23. Februar 1839 in Unruhstadt geboren und begann am 1. Juli 1864 als Zeichner bei der Friedrich Krupp AG. Zwischen dem 23. Juli 1888 und dem 1. Juli 1895 war er Direktoriumsmitglied bei Krupp. Groß starb am 25. Februar 1908 in Wiesbaden. Die nach ihm benannte Großstraße wurde am 23. Januar 1957 aufgehoben und der Straßenname am 19. März 1969 am heutigen Ort neu verwendet. Die heutige Großstraße, die zuvor Teil der Kruppstraße war, verbindet die nördlich parallel zur Bundesautobahn 40 die Leipziger Straße mit der Berliner Straße. |                                                       |
| Hamburger Straße      | 820                     | Freie und Hansestadt Hamburg | 16. Mai 1902        | Die Hamburger Straße, die ursprünglich Mühlenstraße hieß, führt von der Frohnhauser Straße in südlicher Richtung den Postreitweg querend zur Paul-Goerens-Straße. | Elisabethschule, Hamburger Straße                     |
| Hannah-Arendt-Straße  | 140                     | Hannah Arendt, jüdische deutsch-amerikanische politische Theoretikerin und Publizistin                                                                      | 8. März 2003        | Die Hannah-Arendt-Straße, die ursprünglich Yorckstraße und später Treitschkestraße hieß, verbindet die Kerckhoffstraße mit der Curtiusstraße. |                                                       |
| Hattenheimer Straße   | 150                     | Hattenheim, Stadt in Hessen | 10. Feb. 1931       | Die Hattenheimer Straße, die zuvor Johannisberger Straße hieß, verbindet die Rüdesheimer Straße mit der Potsdamer Straße. |                                                       |
| Haunerlandweg         | 200                     | Haunerland, Name eines Kottens | 21. Okt. 1938       | In der Landmatrikel von 1668 wird Johan Honerlandt als Aufsitzer des acht Morgen großen Kottens genannt. Der Kötter Huhnerland sowie die Grundeigentümerin, die Münsterkirche, werden 1795 erwähnt. In der Mutterrolle von 1826 steht, dass Hohnerland Leibgewinner der Münsterkirche ist. In der Mutterrolle von 1867 wird der Ackerer Johann Haunerland als Erbpächter der Münsterkirche genannt. Der Haunerlandweg verbindet die Straße Messings Garten mit der Wiesenbergstraße. |                                                       |
| Hausackerstraße       | 140 (im Stadtteil)      | Lagebezeichnung, Örtlichkeit | 20. Nov. 1937       | In der Mutterrolle von 1867 wird Heinrich Dracke aus Frohnhausen erwähnt, der Besitzer mehrerer Grundstücke ist, die als Hausacker bezeichnet werden. Die Hausackerstraße in Frohnhausen ist heute die nördliche Fortsetzung der Hausackerstraße in Holsterhausen. Sie wurde 1937 ab der Querung der Kämpenstraße nach Frohnhausen weitergeführt. In ihrem Gesamtverlauf ist sie heute Teil der Landesstraße L20. |                                                       |
| Heerenstraße          | 170                     | Arnold Heeren, Historiker | 16. Mai 1902        | Die Heerenstraße, die ursprünglich Roonstraße hieß, führt von der Hildesheimer Straße weiter über die Straße Zu den Karmelitern, nach der sie als Sackgasse endet. | Luisenhof, Heerenstraße                               |
| Herbrüggenstraße      | 60 (im Stadtteil)       | Schulte-Herbrüggen, Hofname | 9. Juli 1915        | Am sogenannten Dritte-Garben-Gut des Stiftes Essen, dem Hof Schulte-Herbrüggen, besaß der Aufsitzer ein erbliches Nutzungsrecht, das 1526 erstmals in einem Gewinnbrief genannt wird. 1670 wurde die Naturablieferung der dritten Garbe in eine feste Geldabgabe umgewandelt. In der Landmatrikel von 1668 ist der Hof 74 Morgen groß und zehntfrei. Aufsitzer war Jacob Schulte zu Herbrüggen. 1795 wird der ganze Bauer und Müller Schulte Herbrüggen aufgeführt, die Grundherrschaft hat die fürstliche Abtei zu Essen. Letztbehandigter war Johann Heinrich Schulte Herbrüggen im Jahr 1773 sowie zur zweiten Hand seine Ehefrau Maria Francisca geboren Rasche. Als Witwe wurde ihr nach langen Verhandlungen mit Preußen das erbliche Nutzungsrecht durch das preußische Finanzministerium gewährt. Mit ihrem einzigen Sohn Johann Heinrich löste sie 1882 alle fiskalischen Lasten ab, so dass der nun 188 Morgen große Hof ihr uneingeschränktes Eigentum wurde. Im Jahre 1900 ging der Hof auf den Mülheimer Bergwerks-Verein über. Die Herbrüggenstraße, die zuvor in Frohnhausen Schultestraße hieß, führt von der Nöggerathstraße auf Altendorfer Gebiet nach Westen, wo sie wenige Meter durch Frohnhausen und weiter nach Schönebeck verläuft. |                                                       |
| Hildesheimer Straße   | 280                     | Hildesheim, Stadt in Niedersachsen | 10. März 1906       | Die Hildesheimer Straße verbindet die Mülheimer Straße mit der Liebigstraße. |                                                       |
| Hurterstraße          | 140                     | Friedrich Emanuel von Hurter, schweizerisch-österreichischer Historiker und Theologe                                                                        | 26. Nov. 1909       | Die Hurterstraße verbindet die Seibertzstraße mit der Giesebrechtstraße. |                                                       |
| Ingelheimer Straße    | 90                      | Ingelheim, Stadt in Rheinland-Pfalz | 10. März 1906       | Die Ingelheimer Straße verbindet die Hattenheimer Straße mit der Kölner Straße. |                                                       |
| Jacob-Grimm-Straße    | 80                      | Jacob Grimm, Sprach- und Literaturwissenschaftler sowie Jurist                                                                                              | 25. Feb. 1977       | Die Jacob-Grimm-Straße, die zuvor Arndtstraße hieß, verbindet die Grevelstraße mit der Frohnhauser Straße. |                                                       |
| Kämpenstraße          | 270                     | Kämpen, Flurname | 16. Mai 1902        | In der Mutterrolle von 1867 ist Heinrich Lange zu Holsterhausen erwähnt, der ein Stück Land, Kämpen genannt, besitzt. Die Kämpenstraße, die auf ihrer gesamten Länge die Grenze zu Holsterhausen bildet, beginnt an der Pfingstfeldwende, quert die Hausackerstraße und endet in nordöstlicher Richtung als Sackgasse vor der Bundesautobahn 40. |                                                       |
| Kasseler Straße       | 410 (ohne Stichstraßen) | Kassel, Stadt in Hessen | 16. Mai 1902        | Die Kasseler Straße, die ursprünglich Rückertstraße hieß, verbindet die Hamburger Straße mit der Wiesbadener Straße. |                                                       |
| Kerckhoffstraße       | 2120                    | Wilhelm Kerckhoff, einziger Bürgermeister der Bürgermeisterei Altendorf                                                                                     | 29. Aug. 1894       | Die Kerckhoffstraße erhielt ihren Namen aus Anlass der 50-jährigen Tätigkeit von Wilhelm Kerckhoff im öffentlichen Dienst. Die Bürgermeisterei Altendorf, der auch Frohnhausen und Holsterhausen angehörten, wurde 1901 zur Stadt Essen eingemeindet. Die Kerckhoffstraße verlief im Ursprung in westlicher Verlängerung der Schederhofstraße (in Holsterhausen), die Berliner Straße querend, nördlich am Gervinuspark vorbei und dann, nördlicher als heute, auf der Straße Leisers Feld und der Schliemannstraße bis zur Overrathstraße. Vor 1927 wurde sie auf der heutigen Schliemannstraße bis zur Raumerstraße verlängert. 1929 erhielt die Straße Leisers Feld ihren Namen, so dass die Kerckhoffstraße von Osten kommend an der Möserstraße endete, aber etwas südlich an der Möserstraße wieder in westlicher Richtung weitergeführt wurde, dort, wo sie heute als Dollendorfstraße an der St.-Elisabeth-Kirche vorbei zur Raumerstraße führt. Dieses Teilstück hieß zeitweise Kleine Kerckhoffstraße und wurde 1957 baulich bis zur Dahlmannstraße durchgestreckt und in Dollendorfstraße umbenannt. Die östliche Kerckhoffstraße endete nach dem Zweiten Weltkrieg im Norden des Gervinusparks. Nachdem die Dollendorfstraße Ende der 1960er Jahre baulich in östlicher Richtung bis zur Straße Eigene Scholle verlängert wurde, traf sie erstmals auf die Kerckhoffstraße. In den 1970er Jahren wurde das Teilstück zwischen der Straße Eigene Scholle und Onckenstraße der Kerckhoffstraße angegliedert. Heute verbindet die Kerckhoffstraße die Onckenstraße mit der Frohnhauser Straße, wo sie in Holsterhausen in die Schederhofstraße übergeht. | Rheinisch-Westfälisches Berufskolleg, Kerckhoffstraße |
| Kieler Straße         | 260                     | Kiel, Stadt in Schleswig-Holstein | 21. Apr. 1911       | Die Kieler Straße verbindet den Postreitweg mit der Frohnhauser Straße. |                                                       |
| Kleinborgs Hang       | 130                     | Kleinborg, Hofname | 21. Okt. 1938       | Der Hof Kleinborg war ein Behandigungsgut, das in den Hof Ehrenzell gehörig war. Die Familie Kleinborg war Aufsitzer des Hofes. In der Landmatrikel von 1668 wird Elbert Kleinborgh als Besitzer des 39 Morgen großen Hofes genannt. 1745 wurde das Gut in hofesherrlicher Bewilligung von Franz Wilhelm Croesen erworben. Im Dezember des Jahres wurden sein Neffe Anton Hoyer und seine Nichte Maria Biesenbrock mit dem Hof behandigt. 1795 wird der Halbbauer Kleinborg erwähnt. Die Grundherren waren der Hofrat Lanius und die Witwe Tutmann. Über mehrere Erben kam der Hof an den Gemeindeempfänger Carl Schorn und die Ehefrau Christine Kaemper geborene Tutmann. Da diese sich weigerten, die auf dem Hof ruhenden fiskalischen Lasten abzulösen, kam es zu einem Prozess, der 1833 in einem Vergleich mit der preußischen Domänenverwaltung endete. Der Kleinborgs Hang führt von der Wiesenbergstraße hinab zur Straße Am Mühlenbach. |                                                       |
| Knappmannhöhe         | 410                     | Knappmann, Familienname | 5. Jan. 1936        | Der Familie Knappman gehörte der Grund und Boden, auf dem die Straße angelegt ist. Die Knappmannhöhe führt von der Königsberger Straße in einem südlichen Bogen zur Hamburger Straße. |                                                       |
| Kölner Straße         | 720                     | Köln, Großstadt in Nordrhein-Westfalen | 16. Mai 1902        | Die Kölner Straße verbindet die Rüdesheimer Straße mit der Mülheimer Straße. | Kölner Straße                                         |
| Königsberger Straße   | 720                     | Königsberg (heute Kaliningrad), einst Königliche Haupt- und Residenzstadt in Preußen                                                                        | 16. Mai 1902        | Die Königsberger Straße, die ursprünglich Heuweg hieß, führt von der Lübecker Straße in einem nördlichen Bogen zur Hamburger Straße und endet danach als Sackgasse. |                                                       |
| Königsteiner Straße   | 170                     | Königstein im Taunus, Kurort in Hessen | 10. März 1906       | Die Königsteiner Straße verbindet die Breslauer Straße mit der Berliner Straße. |                                                       |
| Kohlrauschstraße      |                         | Friedrich Kohlrausch, Historiker und Pädagoge | 21. Dez. 1906       | Die Kohlrauschstraße verbindet die Pützstraße mit der Frohnhauser Straße. |                                                       |
| Koppestraße           | 280 (im Stadtteil)      | Carl Koppe, Geodät | vor 1907            | Die Koppestraße wurde ursprünglich (vor 1907) an gleicher Stelle angelegt und führte bis zur Heinitzstraße in Altendorf. Nach dem Bau des Güterbahnhofs (nach 1910) in diesem Bereich diente nur noch ein kurzes Stück der Koppestraße als dessen Zufahrt von der Oberdorfstraße. Nach 1955 wurde der Name vorübergehend aufgehoben. Die Koppestraße erhielt im Zuge der Errichtung eines Neubaugebietes auf dem nun ehemaligen Bahngelände am 17. Dezember 2013 erneut ihren Namen. Die Koppestraße zweigt in Altendorf von der Oberdorfstraße nach Osten ab und führt als Stichstraße ins Neubaugebiet auf Frohnhauser Flur. |                                                       |
| Krefelder Straße      | 230                     | Krefeld, Großstadt in Nordrhein-Westfalen | 16. Juni 1905       | Die Krefelder Straße verbindet die Duisburger Straße mit der Berliner Straße. |                                                       |
| Kuglerstraße          | 430                     | Franz Kugler, Historiker, Kunsthistoriker und Schriftsteller                                                                                                | 16. Mai 1902        | Die Kuglerstraße, die ursprünglich Fabianstraße hieß, verbindet die Burckhardtstraße mit der Gervinusstraße. |                                                       |
| Langenkämperweg       | 210                     | Langenkamp, Name eines Kottens | 25. Feb. 1937       | Der früher schmale Fußweg begann einst am Kotten Langenkamp und verband die Adelkampstraße mit der Wiesenbergstraße. Daher wurde er im Volksmund Langenkämperweg genannt. Die vermutliche Namensherkunft geht auf die Zugehörigkeit des Kottens zum Hof Lange in Holsterhausen zurück. 1795 wird der Tagelöhner Langenkämper erwähnt. In der Mutterrolle von 1826 ist der Besitzer Johann Wilhelm Bramkamp gen. Langenkamp als Leibgewinner des Wilhelm Lange genannt. Der Kotten gelangte 1895 über Wilhelm Langenkamp gen. Bramkamp, der Erbpächter des Bauern Lange war, an Heinrich Schlenkhoff und seine Ehefrau Maria geborene Degener. Der Langenkämperweg verbindet die Straße Messings Garten mit der Wiesenbergstraße. |                                                       |
| Langenkamp            | 85                      | Langenkamp, Name eines Kottens | 12. Jan. 1972       | Die vermutliche Namensherkunft geht auf die Zugehörigkeit des Kottens zum Hof Lange in Holsterhausen zurück. 1795 wird der Tagelöhner Langenkämper erwähnt. In der Mutterrolle von 1826 ist der Besitzer Johann Wilhelm Bramkamp gen. Langenkamp als Leibgewinner des Wilhelm Lange genannt. Der Kotten gelangte 1895 über Wilhelm Langenkamp gen. Bramkamp, der Erbpächter des Bauern Lange war, an Heinrich Schlenkhoff und seine Ehefrau Maria geborene Degener. Die Straße Langenkamp, die zuvor Haferkamp hieß, ist eine Stichstraße der Bramkampstraße. |                                                       |
| Langfuhrer Straße     | 160                     | Langfuhr, Ortsteil von Danzig | 31. Juli 1952       | Langfuhr war einst ein Villenvorort, der 1904 zu Danzig eingemeindet wurde. Die Langfuhrer Straße ist eine nördliche Stichstraße der Danziger Straße. |                                                       |
| Leipziger Straße      | 520                     | Leipzig, Großstadt in Sachsen | 16. Mai 1902        | Die Leipziger Straße hieß in Teilen ursprünglich Fischer Straße und Gabelstraße. Die Leipziger Straße führte einst von der Aachener Straße zur Mülheimer Straße und weiter über die heutige Raffelberger Straße zur Breslauer Straße. Am 10. Februar 1931 erhielt der Teil der heutigen Leipziger Straße zwischen Mülheimer Straße und Bundesautobahn 40 (damals Kruppstraße) den Namen Raffelberger Straße und wurde am 19. Mai 1976 wieder zurückbenannt. In diesem Zuge erhielt das Teilstück der Leipziger Straße bis zur Breslauer Straße seinen heutigen Namen Raffelberger Straße. Die Leipziger Straße ist heute als Bindeglied zwischen Rüdesheimer Straße und Hausackerstraße Teil der Landesstraße L20. |                                                       |
| Leisers Feld          | 120                     | Name eines ehemaligen Feldes | 6. Juli 1929        | Das Leisers Feld gehörte einst zum Pottgießer Hof. In der amtlichen Begründung der Straßenbenennung von 1929 heißt es, dass es der Name eines in den Hof eingeheirateten Bauern gewesen sein soll. Die Straße Leisers Feld, die zuvor Teil der Kerckhoffstraße war. Sie führt von der Möserstraße zur Onckenstraße, vor der sie als Sackgasse endet |                                                       |
| Lepsiusweg            | 420                     | Karl Richard Lepsius, Ägyptologe, Sprachforscher und Bibliothekar                                                                                           | 18. Okt. 1921       | Der Lepsiusweg bildet einen nördlichen Bogen von der Böhmerstraße und wieder auf diese zurück. |                                                       |
| Liebigstraße          | 680                     | Justus von Liebig, Chemiker und Universitätsprofessor | 16. Mai 1902        | Die Liebigstraße, die ursprünglich Bismarckstraße hieß, führt vom Altendorfplatz zur Breslauer Straße, wobei sie ab der Münchner Straße die Grenze zu Holsterhausen bildet. | Luisenhof, Liebigstraße                               |
| Lise-Meitner-Straße   | 280                     | Lise Meitner, österreichische Kernphysikerin | 28. Sep. 1984       | Die Lise-Meitner-Straße, die zuvor Teil der Berzeliusstraße war, führt von der Martin-Luther-straße in nordöstlicher Richtung über die Diergardtstraße und endet danach als Sackgasse. Sie bildet in ihrem Verlauf die Grenze zu Holsterhausen. |                                                       |
| Loerbroksstraße       | 150                     | Friedrich Wilhelm Loerbrok, Jurist, Stadtverordneter, Prokurist der Friedrich Krupp AG                                                                      | 21. Okt. 1938       | Friedrich Wilhelm Loerbrok wurde am 6. September 1820 in Soest geboren. Der Justizrat war auch Prokurist der Friedrich Krupp AG. Zudem war er von 1867 bis 1876 Stadtverordneter in Essen. In diesem Jahr zog er aus familiären Gründen nach Soest, wo er als Notar und Rechtsanwalt am 10. Dezember 1909 starb. Die Loerbroksstraße zweigt nördlich der Niebuhrstraße ab und führt auf die Schwaigerstraße. |                                                       |
| Lorsbachstraße        | 110                     | Heinrich Wilhelm Lorsbach, sogenannter Kruppscher Beamter                                                                                                   | 21. Okt. 1938       | Heinrich Wilhelm Lorsbach wurde am 17. Juni 1820 in Siegen geboren. Er war Oberbergrat und von 1864 bis 1874 Direktor der Kruppschen Bergverwaltung. Er starb am 13. August 1886 in Bonn. Die Lorsbachstraße liegt in der Siedlung Pottgießerhof und verbindet dort die Uhlenhautstraße mit dem Wilhelm-Meinrich-Weg. |                                                       |
| Lübecker Straße       | 640                     | Lübeck, Hansestadt in Schleswig-Holstein | 16. Mai 1902        | Die Lübecker Straße, die ursprünglich Schaffystraße hieß, verbindet die Hamburger Straße mit der Mülheimer Straße, wobei der westlichste Teil bis nach 1965 die Binger Straße war. |                                                       |
| Lüneburger Straße     | 260                     | Lüneburg, Hansestadt in Niedersachsen | 16. Mai 1902        | Die Lüneburger Straße, die zuvor Donnerstraße hieß, verbindet die Kölner Straße mit der Frohnhauser Straße. |                                                       |
| Magdeburger Knie      |                         | Magdeburg, Hauptstadt von Sachsen-Anhalt | 21. Okt. 1921       | Die nach der Stadt Magdeburg benannte Straße verlief einst knieförmig von der Straße Pfingstfeldwende zur Adelkampstraße. Nach dem Zweiten Weltkrieg fiel die Verbindung zur Adelkamstraße weg, so dass die Straße Magdeburger Knie eine westliche Stichstraße der Straße Pfingstfeldwende bildet. |                                                       |
| Mainzer Straße        | 110                     | Mainz, Hauptstadt von Rheinland-Pfalz | 16. Mai 1902        | Die Mainzer Straße verbindet die Frankfurter Straße mit der Breslauer Straße. |                                                       |
| Margaretenstraße      | 570                     | Margarethe Krupp, Ehefrau des Unternehmers Friedrich Alfred Krupp, treuhänderische Konzernleiterin, Stiftungsgründerin, erste Ehrenbürgerin der Stadt Essen | 16. Mai 1902        | Einst verband die Margaretenstraße, die ursprünglich in Teilen Grünstraße hieß, die beiden Arbeitersiedlungen Alfredshof und Kronenberg. Heute führt sie von der Münchner Straße nordwärts über die Frohnhauser Straße hinweg und endet vor der Martin-Luther-Straße als Sackgasse. Bis etwa um 1913 führte sie hier gerade nordwärts weiter über die Bahnstrecke, wo damals der Bahnhof Essen West lag, und weiter in die Kolonie Kronenberg. Diese Verbindung wurde mit der westlichen Verlegung des Bahnhofs unterbrochen und aufgehoben. Heute bildet die Margaretenstraße in ihrem ganzen Verlauf die Grenze zu Holsterhausen. |                                                       |
| Martin-Luther-Straße  | 250 (im Stadtteil)      | Martin Luther, Reformator | 14. Nov. 1933       | Die Martin-Luther-Straße, die in Frohnhausen zuvor in Teilen die Namen Dovestraße und Margaretenstraße trug, führt von der Lutherkirche südwärts bis zur Lise-Meitner-Straße, und ab hier weiter nach Holsterhausen. |                                                       |
| Meißener Straße       | 160                     | Meißen, Kreisstadt im Freistaat Sachsen | 19-03-06 (???)      | Die Meißener Straße führt von der Königsteiner Straße südwärts, quert die Raffelberger Straße und endet dann als Sackgasse. |                                                       |
| Meppener Straße       | 100                     | Meppen, Stadt im Emsland, Niedersachsen | 10. März 1906       | Die Meppener Straße verbindet die Liebigstraße mit der Bentheimer Straße. |                                                       |
| Messings Garten       | 340                     | Hausgarten des Kottens Bramkamp | 25. Feb. 1937       | Beim Messings Garten handelt es sich um den Hausgarten des Kottens Bramkamp. Die Witwe Bramkamp geborene Stratmannskämper heiratete in vierter Ehe Lambert Messing. 1903 erwarb die Stadt Essen die sogenannten Messingschen Grundstücke. Die Straße Messings Garten führt südlich der Adelkampstraße in einem östlichen Bogen wieder auf diese zurück. |                                                       |
| Möserstraße           | 440                     | Justus Möser, Jurist, Staatsmann, Literat, Historiker | 16. Mai 1902        | Die Möserstraße verbindet die Niebuhrstraße mit der Grevelstraße. Bis vor 1935 führte sie südlich bis auf die Frohnhauser Straße. |                                                       |
| Mommsenstraße         | 410                     | Theodor Mommsen, Historiker | 16. Mai 1902        | Die Mommsenstraße verbindet die Frohnhauser Straße mit der Curtiusstraße. |                                                       |
| Mülheimer Straße      | 1100                    | Führt nach Mülheim an der Ruhr | 16. Juni 1905       | Die Mülheimer Straße führt vom Altendorfplatz in südwestlicher Richtung zur Bundesautobahn 40 (früher Kruppstraße) und damit grob Richtung Mülheim an der Ruhr. | Realschule Essen-West, Mülheimer Straße               |
| Münchner Straße       | 90 (im Stadtteil)       | München, Hauptstadt des Freistaats Bayern | 16. Mai 1902        | Die Münchner Straße, die in Frohnhausen zuvor Langenstraße hieß, führt von der Liebigstraße zur Margaretenstraße, von der aus sie weiter nach Holsterhausen führt. |                                                       |
| Niebuhrstraße         | 740                     | Barthold Georg Niebuhr, Althistoriker | 29. Okt. 1976       | Ursprünglich hieß das Teilstück der heutigen Nöggerathstraße zwischen der Bahnstrecke Dortmund–Duisburg und der Giesebrechtstraße Niebuhrstraße. Mit der Umbenennung zur Nöggerathstraße war der Name Niebuhrstraße aufgehoben worden. Die heutige seit 1976 wieder sogenannte Niebuhrstraße, die ursprünglich Gneisenaustraße hieß und ab 1902 die westliche Verlängerung der Curtiusstraße war, führt vom Genossenschaftsplatz in westlicher Richtung zur Helmut-Rahn-Sportanlage. |                                                       |
| Niersteiner Straße    | 90                      | Nierstein, Stadt in Rheinland-Pfalz | 10. Feb. 1931       | Die Niersteiner Straße verbindet die Hattenheimer Straße mit der Frohnhauser Straße. |                                                       |
| Niesertweg            | 70                      | Joseph Niesert, katholischer Geistlicher, Handschriften- und Siegelsammler, Historiker und Numismatiker                                                     | 11. Dez. 1974       | Der Niesertweg ist eine südliche Stichstraße der Böhmerstraße. |                                                       |
| Nöggerathstraße       | 430 (im Stadtteil)      | Johann Jacob Nöggerath, Mineraloge und Geologe | 21. Apr. 1911       | Der Professor für Geologie und Mineralogie sowie Geheime Bergrat Nöggerath gehörte zu den bedeutendsten preußischen Bergleuten. Im Rheinland und in Westfalen hatte er maßgeblichen Anteil an der Entwicklung des Berg- und Hüttenwesens. Die Nöggerathstraße führt, aus Altendorf kommend, von der Bahnstrecke Dortmund–Duisburg in südöstlicher Richtung zur Berliner Straße. Bis 1911 hieß der Teil bis zur Giesebrechtstraße Niebuhrstraße, und der mittlere Teil bis zur Seibertzstraße war bis nach 1935 Teil der Gervinusstraße. Die bauliche Durchstreckung zur Berliner Straße fand ebenfalls nach 1935 statt. |                                                       |
| Oase                  | 80                      | Ehemaliges Freizeitbad Oase | 21. März 2019       | Die Straße Oase ist eine Stichstraße der Giesebrechtstraße und liegt südlich der Nöggerathstraße. Auf Antrag der SPD, Bündnis 90/Die Grünen und des Essener Bürger Bündnises wurde die neu errichtete Wohnstraße Oase genannt in Erinnerung an das ehemalige Spaß- und Familienbad „Oase“, das an dieser Stelle stand und 2010 geschlossen und schließlich abgerissen wurde. |                                                       |
| Oberdorfstraße        | 50 (im Stadtteil)       | Verlauf im oberen Dorf | um 1891             | Die Oberdorfstraße gehört mit der Unterdorfstraße (in Altendorf) zu den ältesten Wegen der Bauerschaft Altendorf, deren Kern zwischen diesen Wegen lag. Einst führte sie auf der heutigen Frankfurter Straße (bis 1902) über die Busehofstraße (bis nach 1910) auf direktem Weg unter der Bahnstrecke (nicht der heutige Umweg über die Bahnbrücke) nach Altendorf. Der Abschnitt zwischen Frankfurter- und Droysenstraße wurde nach 1910 zur Dunckerstraße und 1937 zur Busehofstraße. In Frohnhausen liegt nur noch ein kurzes Stück der Oberdorfstraße, die südlich der Brücke über die Bahnstrecke in die Berliner Straße übergeht. |                                                       |
| Onckenstraße          | 740 (im Stadtteil)      | Wilhelm Oncken, Historiker | 7. Dez. 1906        | Die Onckenstraße führt, aus Altendorf kommend, von der Bahnstrecke Dortmund–Duisburg in südlicher Richtung, wo sie ab dem Postreitweg in die Rüdesheimer Straße übergeht. Die Onckenstraße ist Teil der Landesstraße L20. | Onckenstraße                                          |
| Osnabrücker Straße    | 260                     | Osnabrück, Stadt in Niedersachsen | 10. März 1906       | Die Osnabrücker Straße verbindet die Liebigstraße mit der Mülheimer Straße. |                                                       |
| Overrathstraße        | 300                     | Overrath, Hofname | vor 1927            | Die einstige Siedlung Overrath bestand aus vier Höfen, darunter der Overrathhof als einer der ältesten Unterhöfe von Hof Ehrenzell. Im Kettenbuch von 1332 werden mansus Johannis de Overrode und mansus Conradi de Overrode genannt. In der Landmatrikel von 1668 werden der Aufsitzer Hermann Overradt und der 46 Morgen große Hof erwähnt. Der ganze Bauer Overrath wird 1795 genannt und der Hof als Behandigungsgut sowie der Aufsitzer als Eigentümer bezeichnet. Philipp Overrath war 1748 Letztbehandigter, Anna Maria geborene Terboven war es 1759. Deren einziger Sohn Heinrich Overrath war einziger Erbe und starb 1824 vor seiner Ehefrau und seinen zwölf Kindern. Da sein erster Sohn starb, erhielten sein zweiter Sohn Johann Heinrich Overrath und seine Ehefrau Margaretha Niederwinkhaus 1828 von der preußischen Domänenverwaltung die Behandigung mit dem Hof. Die fiskalischen Lasten des nun 70 Morgen großen Hofs löste der Landwirt Heinrich Overrath 1841 ab, womit er uneingeschränkter Eigentümer wurde. Wilhelm Philipp Overrath veräußerte als letzter Bauer 1902 den Overrathhof, der sich auf dem Gelände des heutigen Parkplatzes der Helmut-Rahn-Sportanlage befand, an den Mülheimer Bergwerks-Verein. Er wurde im Zweiten Weltkrieg 1944 zerstört. Das Höfekreuz des Overrathhofs zeugt von der Frömmigkeit der bäuerlichen Frohnhauser Bevölkerung. In römischen Ziffern ist auf dem Fuß das Entstehungsjahr 1790 des Kreuzes eingraviert, dass ein ausländischer Gastarbeiter erschaffen und gestiftet hat. Nachdem das Höfekreuz seinen Standort vom Overrathhof zum Pottgießerhof wechselte, wurde es zeitweise im Zweiten Weltkrieg in einen Luftschutzbunker gebracht. Man stellte es später am Platz des ehemaligen Vereinshauses Eigene Scholle wieder auf, um es nach dessen Neubau 1960 am heutigen Standort vor der Nelli-Neumann-Schule an der Raumerstraße zu platzieren. Von der ehemaligen Siedlung Overrath existiert noch das renovierte und denkmalgeschützte, 1771 entstandene Bauernhaus des Grotenhofes. Die Overrathstraße, in der Siedlung Pottgießerhof gelegen, wurde zunächst zwischen der Niebuhrstraße (damals Curtiusstraße) und der Schliemannstraße (damals Teil der Kerckhoffstraße) angelegt. Der südliche Winkel zur Raumerstraße folgte um 1936, so dass die Overrathstraße heute die Niebuhrstraße in einem Winkel mit der Raumerstraße verbindet. | Sturmschäden, Overrathstraße                          |
| Paul-Goerens-Straße   |                         | Paul Goerens, Metallurg, Prokurist der Friedrich Krupp AG                                                                                                   | 19. März 1969       | Paul Goerens begann seine Laufbahn 1917 bei der Firma Krupp, war später dort Prokurist und Direktionsmitglied. 1945 beging er in einem Internierungslager Suizid. Die Paul-Goerens-Straße, die zuvor Teil der Kruppstraße war, verbindet die Hamburger Straße mit der Mülheimer Straße, wobei sie nördlich parallel zur Bundesautobahn 40 verläuft. |                                                       |
| Pelzstraße            | 140                     | Wilhelm Pelz, sogenannter Kruppscher Beamter | 21. Okt. 1938       | Wilhelm Pelz wurde am 19. April 1831 in Dinslaken geboren. Er war von 1849 bis 1888 Betriebsführer bei der Friedrich Krupp AG, wobei er zu den Vertrauten von Alfred Krupp gehörte und seine hohe Wertschätzung erhielt. Pelz starb am 20. Oktober 1896 in Bad Honnef. Die Pelzstraße verbindet in einer ehemaligen kruppschen Siedlung die Loerbrokstraße mit der Niebuhrstraße. |                                                       |
| Pfingstfeldwende      |                         | Pfingstfeld, Flurname | 21. Okt. 1938       | Am Frohnhauser Platz lag das neun Morgen große Pfingstfeld, woraus der Holsterhauser Hof Kleinborg die Pflicht hatte, jährlich als Abgabe ein Huhn und ein Zehntel der Naturalfrüchte zu entrichten. In diesem Gebiet gab es mehrere Steinbrüche, unter anderem am heutigen Westpark. Das Langenfeld gehörte zum Bauern Pollerberg gen. Lange der dieses 1904 als Bauland an die Stadt Essen verkaufte. Die Straße Pfingstfeldwende verbindet die Adelkampstraße mit der Straße Magdeburger Knie und endet weiter nördlich als Sackgasse. |                                                       |
| Pieperstraße          | 150                     | Albert Pieper, sogenannter Kruppscher Beamter | 21. Okt. 1938       | Albert Pieper wurde am 21. März 1838 in Düsseldorf geboren. Er war ab 1855 bis zu seinem Tod am 8. März 1870 in Essen Prokurist bei der Friedrich Krupp AG Die Pieperstraße verbindet in einer ehemaligen kruppschen Siedlung die Schwaigerstraße mit der Pelzstraße. |                                                       |
| Pollerbergstraße      | 150                     | Pollerberg, Hofname | 10. März 1906       | Der Pollerbergshof befand sich ursprünglich in Schönebeck auf dem Gelände des heutigen Terrassenfriedhofs. In Frohnhausen ist jedoch der Hof Lange gemeint, der sich an der Ecke Kölner Straße/Pollerbergstraße befand. Er wurde 1814 an einen Sohn von Anna Sophia Lange, die in den Schönebecker Pollerbergshof eingeheiratet hatte, übertragen. Zum Hof Lange, ein Unterhof von Hof Ehrenzell, wird in der Landmatrikel von 1668 der Aufsitzer Johan Lange und der rund 38 Morgen große Hof genannt. Der ganze Bauer Lange wird 1795 genannt. Letztbehandigte waren 1782 Anna Christiane Lange und ihr Ehemann Johann Franz Kirchmann 1806. Er starb 1812 kinderlos. Seine Witwe übertrug den Hof Lange 1814 dem oben genannten Sohn ihrer Schwester Anna Sophia Lange: Johann Franz Pollerberg. Die Übertragung des Hofs an ihn geschah aus dem Grund, ihn vor dem Dienst im französischen Militär zu bewahren. Nach Behandigungsrecht war jedoch der erstgeborene Sohn Philipp erbberechtigt. Eine Vermögensauseinandersetzung der Erben Pollerberg folgte 1821. Johann Franz Pollerberg übertrug den Hof Lange dann auf seinen Bruder Philipp, wobei die anderen Geschwister abgefunden wurden. Der Hof hatte zu dieser Zeit eine Größe von 83 Morgen. Mit seiner Ehefrau Gertrud geborene Groote begründete er die Frohnhauser Linie der Pollerbergs gen. Lange. Johann Franz Pollerberg übernahm den Schönebecker Stammhof Pollerberg, ein Behandigungsgut, das in den Oberhof Borbeck gehörte. 1907 wurde der Frohnhauser Hof Pollerbegr gen. Lange abgerissen, um das Gebiet zu besiedeln. Die Pollerbergstraße verbindet die Kölner Straße mit der Mülheimer Straße westlich des Frohnhauser Platzes. |                                                       |
| Posener Straße        | 200                     | Posen, heute fünftgrößte Stadt Polens | 16. Mai 1902        | Posen war von 1793 bis 1919 preußische, deutsche Provinzhauptstadt. Die im Westen befindliche Posener Straße verbindet die Danziger Straße mit der Frohnhauser Straße. |                                                       |
| Postreitweg           | 870                     | Weg der berittenen Post | um 1891             | Der Postreitweg ist Teil eines alten Weges, den preußische Postkutschen von Essen über Mülheim an der Ruhr nach Duisburg nutzten. Der Postreitweg führt von der Leipziger Straße zur Hamburger Straße und endet östlich dieser als Sackgasse. | Postreitweg mit Markuskirche                          |
| Potsdamer Straße      | 160                     | Potsdam, Stadt in Brandenburg | 16. Mai 1902        | Die Potsdamer Straße, die ursprünglich Hedwigstraße hieß, verbindet die Kölner Straße mit der Frohnhauser Straße. |                                                       |
| Pottgießerstraße      | 260                     | Pottgießerhof, Hofname | 16. Okt. 1916       | Der Pottgießerhof, ursprünglich auch Jungenhof genannt, war einer von vier Höfen der ehemaligen Siedlung Overrath und als Behandigungsgut in den Oberhof Ehrenzell gehörig. Er gehörte einst dem Essener Bürger Conrad Wiederbach, der ihn 1562 für 625 Taler an die Familie Pottgießer unter Verzicht auf sein Behandigungsrecht verkaufte. In der Landmatrikel von 1668 wird der Aufsitzer Dietherich Pottgießer und der 33 Morgen große Hof genannt. Der ganze Bauer Pottgießer wird 1795 als Aufsitzer und Eigentümer erwähnt. Maria Catharina Wortmann sive Hofstadt, die Ehefrau von Wilhelm Pottgießer war 1774 Letztbehandigte. Sein Vetter Everhard Dieckmann modo Pottgießer war es 1739. 1826 war Eberhard Pottgießer Aufsitzer. Die Ablösung der fiskalischen Lasten erfolgte 1834 durch den Ackersmann Wilhelm Pottgießer, der dadurch uneingeschränkter Eigentümer wurde. Hermann Becker aus Bedingrade heiratete 1871 in den Hof ein. Bis 1937 wurde der Hof bewirtschaftet und dann durch Hermann Becker an die Friedrich Krupp AG verkauft. Krupp ließ ihn abreißen und die Siedlung Pottgießerhof errichten. Die in der Siedlung Pottgießerhof gelegene Pottgießerstraße, ursprünglich Pertzstraße genannt, führt von der Niebuhrstraße nach Süden und in einem Winkel zur Onckenstraße. | Pottgießerstraße                                      |
| Pützstraße            |                         | Wilhelm Pütz, Pädagoge, Historiker | 7. Dez. 1906        | Wilhelm Pütz war Professor am Gymnasium an Marzellen in Köln, Verfasser geschichtlicher und geographischer Lehr- und Lesebücher, sowie Mäzen. Die Pützstraße führt von der Wattenbachstraße in östlicher Richtung zur Onckenstraße, vor dieser sie als Sackgasse endet. |                                                       |
| Raffelberger Straße   | 370                     | Raffelberg, Bauerngut | 10. Feb. 1931       | Raffelberg war ein in Mülheim an der Ruhr-Speldorf gelegenes Bauerngut und heutiges Solbad Raffelberg. 1931 wurde der Teil der heutigen Leipziger Straße zwischen Mülheimer Straße und Bundesautobahn 40 (damals Kruppstraße) Raffelberger Straße genannt. Dafür war die heutige Raffelberger Straße zwischen Breslauer Straße und heutiger Leipziger Straße Teil der Leipziger Straße. Am 19. Mai 1976 wurden die Benennungen beider Straßen getauscht. |                                                       |
| Rankestraße           | 230                     | Leopold von Ranke, Historiker, Hochschullehrer | 16. Mai 1902        | Die Rankestraße, die ursprünglich Blücherstraße hieß, verbindet die Mommsenstraße mit der Dahnstraße. |                                                       |
| Raumerstraße          | 530                     | Friedrich von Raumer, Verwaltungsjurist, Historiker und Politiker                                                                                           | 16. Mai 1902        | Die Raumerstraße führt von der Frohnhauser Straße in nördlicher Richtung zur Niebuhrstraße. | Nelli-Neumann-Schule, Raumerstraße                    |
| Riehlstraße           | 260                     | Wilhelm Heinrich Riehl, Journalist, Novellist und Kulturhistoriker                                                                                          | 16. Mai 1902        | Die Riehlstraße, die ursprünglich Schultepäskenstraße hieß, führt in einem nordwestlichen Bogen von der Berzeliusstraße wieder auf diese zurück. |                                                       |
| Rüdesheimer Platz     | 35 × 25                 | Rüdesheim am Rhein, Weinstadt in Hessen | 10. März 1906       | Der Rüdesheimer Platz liegt im Südwesten der Kreuzung Rüdesheimer Straße/Postreitweg. |                                                       |
| Rüdesheimer Straße    | 450                     | Rüdesheim am Rhein, Weinstadt in Hessen | 10. März 1906       | Die Rüdesheimer Straße ist ab Frohnhauser Straße die südliche Weiterführung der Onckenstraße, die im südlichen Verlauf in die Leipziger Straße übergeht. Damit ist die Rüdesheimer Straße Teil der Landesstraße L20. |                                                       |
| Schliemannstraße      | 200                     | Heinrich Schliemann, Kaufmann, Archäologe, Pionier der Feldarchäologie                                                                                      | 13. Juni 1973       | Die Schliemannstraße, die zuvor Teil der Kerckhoffstraße und später Teil der Straße Leisers Feld war, führt in der Siedlung Pottgießerhof von der Raumerstraße in östlicher Richtung zur Onckenstraße, vor dieser sie als Sackgasse endet. | Sturmschäden, Schliemannstraße                        |
| Schwaigerstraße       | 130                     | Edward Schwaiger, sogenannter Kruppscher Beamter | 21. Okt. 1938       | Edward Schwaiger wurde am 27. Juli 1842 in Essen geboren. Er war 1870 Betriebsführer der Eisenbahnreparaturwerkstatt und ab 1892 Ressortchef der Eisenbahnverwaltung der Firma Krupp. Schwaiger starb am 22. Oktober 1896 in Essen. Die Schwaigerstraße verbindet in einer ehemaligen kruppschen Siedlung die Loerbrokstraße mit der Pieperstraße. |                                                       |
| Schweriner Straße     | 410                     | Schwerin, Hauptstadt von Mecklenburg-Vorpommern | 5. Aug. 1936        | Die Schweriner Straße hieß ursprünglich Mühlenstraße, ab 1902 war sie Teil der Straße am Am Mühlenbach und ab 1930 hieß sie Potthälterpad. Seit 1936 trägt sie den Namen Schweriner Straße und führt von der Wickenburgstraße in nordwestlicher Richtung, quert die Straße Adelkampstraße und bildet die Zufahrt zum Betriebshof der Ruhrbahn. Bis zum Ausbau der Bundesautobahn 40 hatte die Schweriner Straße eine Anbindung auf die zuvor so genannte Kruppstraße. Diese wurde 1966 aufgehoben und die Schweriner Straße nach Westen abknickend verlängert. |                                                       |
| Seibertzstraße        | 360                     | Johann Suibert Seibertz, Jurist und Historiker | 20. Nov. 1909       | Die Seibertzstraße verbindet die Nöggerathstraße in östlicher Richtung mit der Busehofstraße. |                                                       |
| Siepmanns Kamp        | 150                     | Zum Kotten Siepmann gehörender Kamp | 5. Aug. 1936        | Heinrich Siepmann wird 1795 als Schichtmeister genannt, ebenso, dass die Grundherrschaft das Frohnhauser Holz war. Wilhelm Siepmann und seine Ehefrau Gertrud Böhmers wurden 1790 mit dem Kotten Distelkamp behandigt, der ein Abspliss des Weuenhofs war. Er nannte sich Sipemann gen. Distelkämper. In der Mutterrolle von 1826 sind vier verschiedene Kötter namens Siepmann erwähnt, davon zwei als Erbpächter der Mark. Die Straße Siepmanns Kamp ist eine Verbindung der Knappmannhöhe mit der Hamburger Straße. |                                                       |
| Spittlerstraße        | 200                     | Ludwig Timotheus Spittler, Historiker für Kirchengeschichte, Politische Geschichte und Landesgeschichte                                                     | 26. Nov. 1909       | Die Spittlerstraße führt von der Frohnhauser Straße in nördlicher Richtung, quert die Dollendorfstraße und endet nach ihr als Sackgasse. |                                                       |
| Stenzelstraße         | 120                     | Gustav Adolf Harald Stenzel, Geschichtsforscher | 6. Mai 1902         | Die Stenzelstraße, die ursprünglich Herbertstraße hieß, verbindet die Straße Leisers Feld mit der Niebuhrstraße. |                                                       |
| Stephensonstraße      | 110                     | George Stephenson, englischer Ingenieur und Hauptbegründer des Eisenbahnwesens                                                                              | 10. März 1906       | Die Stephensonstraße verbindet die Heerenstraße mit der Liebigstraße. |                                                       |
| Stettiner Straße      | 100                     | Stettin, pommersche Hafenstadt an der Oredermündung | 22. Feb. 1961       | Der Vorschlag zur Benennung stammte von der Stettiner Vereinigung in Essen. Die Stettiner Straße ist eine östliche Stichstraße der Schweriner Straße. |                                                       |
| Stüvestraße           | 270                     | Johann Carl Bertram Stüve, Jurist, Historiker und Politiker                                                                                                 | 5. Juli 1907        | Die Stüvestraße verbindet die Möserstraße mit der Gervinusstraße. |                                                       |
| Sybelstraße           | 430                     | Heinrich von Sybel, Historiker, Archivar und Politiker | 16. Mai 1902        | Die Sybelstraße, die ursprünglich Blumenthalstraße hieß, verbindet die Berliner Straße in östlicher Richtung mit der Mülheimer Straße. Bis 1978 führte sie weiter östlich bis zur Margaretenstraße, als dieses Teilstück den Namen Zu den Karmelitern erhielt. |                                                       |
| Thiesbürgerweg        | 290                     | Thiesbürger, Kotten | 1. Okt. 1920        | Der Thiesbürger Kotten wurde 1780 durch Hermann Thiesborg gen. Witten Jan errichtet. In der Mutterrolle von 1826 ist er mit einer Größe von drei Morgen angegeben. Der Thiesbürgerweg zweigt westlich der Posener Straße ab und führt nach Norden zur Frohnhauser Straße. |                                                       |
| Trierer Straße        | 110                     | Trier, Stadt in Rheinland-Pfalz | 16. Mai 1902        | Die Trierer Straße, die zuvor Waisenstraße hieß, verbindet die Aachener Straße mit der Kölner Straße. |                                                       |
| Uhlenhautstraße       | 200                     | Brüder Carl und Max Uhlenhaut, sogenannte kruppsche Beamte                                                                                                  | 21. Okt. 1938       | Carl Uhlenhaut, geboren am 23. Juli 1837 in Braunschweig, war Ressortchef bei der Firma Krupp. Er starb am 13. Februar 1892 in Wiesbaden. Max Uhlenhaut, geboren am 26. Juli 1843 in Braunschweig, war Ingenieur und stellvertretender Direktor der Firma Krupp. Er starb am 25. August 1905 in Essen. Die Uhlenhautstraße verbindet, in der Siedlung Pottgießerhof liegend, den Wilhelm-Meinrich-Weg in einem nördlichen Winkel mit der Lorsbachstraße. | Uhlenautstraße                                        |
| Vogenbeck             | 80                      | Vogenbeck, Name einer Flur und eine Kottens | 21. Okt. 1938       | In der Landmatrikel von 1668 sind der Aufsitzer Wilhelm in der Vogenbeck und der einen halben Morgen große Kotten genannt. 1795 werden der Kötter Dionys Knapman in der Vohenbecke und der Eigentümer Frohnhauser Holz erwähnt. Mehrere Vogenbecks sind in der Mutterrolle von 1866 genannt, darunter Johann Wilhelm Vogenbeck als Erbpächter von Bögel in Frohnhausen und Wilhelm Vogenbeck als Erbpächter des katholischen Pastorats in Essen. In der Flur Vogenbeck, die etwa zwischen der Onckenstraße und dem Gervinuspark lag, gab es eine dichtere Ansammlung von Kotten. Die Straße Vogenbeck verbindet die Grevelstraße mit der Frohnhauser Straße. |                                                       |
| Voßkühlerstraße       | 210                     | Voßkuhle, Flurname | 16. Sep. 1910       | Die Voßkuhle war ein Flurname, nach dem die Straße benannt wurde. Die Voßkühlerstraße ist eine westliche Stichstraße der Schweriner Straße. |                                                       |
| Wattenbachstraße      | 150                     | Wilhelm Wattenbach, Historiker und Paläograf | 26. Sep. 1909       | Die Wattenbachstraße verbindet die Dollendorfstraße mit der Frohnhauser Straße. |                                                       |
| Welterstraße          | 190                     | Theodor Bernhard Welter, Pädagoge und Historiker | 7. Dez. 1906        | Theodor Bernhard Welter, geboren am 4. Juni 1796 in Münster, war ein deutscher Pädagoge und Historiker. Er starb am 28. Juli 1872 ebenda. Die Welterstraße führt von der Pützstraße in einem nördlichen Bogen wieder auf diese zurück. |                                                       |
| Wickenburgstraße      | 520                     | Wickenburg, Hofname | 16. Mai 1902        | Der Hof Wickenburg (auch Wickenberg) war ein fürstlich-essendisches Behandigungsgut, das in den Hof Ehrenzell gehörte. 1643 wurde Peter Wessels durch die Fürstäbtissin Maria Clara von Spaur mit dem Abteigut Wickenburg behandigt. 1668 ist laut der Landmatrikel Johann Wickenborgh Aufsitzer des rund 42 Morgen großen Hofs. Der halbe Bauer Wickenburg wird 1795 genannt, ebenso wird der Hof Ruland als Eigentümer bezeichnet. 1778 waren Albert Theodor Ruland und seine Gattin Bernardina Antonia Backen Letztbehandigte. Die Familie Ruland veräußerte den Hof Wickenburg in den Jahren 1811 bis 1817 an unterschiedliche Interessenten, davon erhielten die Eheleute Bögel den größten Anteil. Zum Hof Wickenburg gehörten noch der Lunemannskotten, der Knappmannskotten, der Strünkskotten, der Thies-Kotten und der Hüskes-Kotten. Der Justizkommissar Tutmann aus Essen erwarb die Sohlstätte und restliche Hofteile und löste 1839 alle auf dem Hof lastenden fiskalischen Lasten ab, so dass er folglich uneingeschränkter Eigentümer seiner erworbenen Anteile wurde. Keinerlei Hofanteil erwarb die aufsitzende Familie Wickenburg, die weiterhin Pächter blieb. Die Wickenburgstraße führt ab der Bundesautobahn 40 nach Süden über den Borbecker Mühlenbach hinweg weiter nach Fulerum, wo sie als Fulerumer Straße weitergeführt wird. | St. Augustinus, Wickenburgstraße                      |
| Wiesbadener Straße    | 360                     | Wiesbaden, Hauptstadt von Hessen | 16. Mai 1902        | Die Wiesbadener Straße, die ursprünglich Spanische Beck hieß, verbindet den Postreitweg mit der Mülheimer Straße. | Wiesbadener Straße                                    |
| Wiesenbergstraße      | 440                     | Wiesenberg, Flurname | 16. Mai 1902        | In der Landmatrikel von 1668 wird genannt, dass Hermann Dyckmans vier Morgen Feldland auffm Wiesenberg, zwischen Hasken und Putman gelegen, besitzt. Die Wiesenbergstraße zweigt westlich der Bramkampstraße ab und endet nach dem Haunerlandweg in einer Sackgasse. |                                                       |
| Wilhelm-Meinrich-Weg  | 120                     | Wilhelm Meinrich, sogenannter kruppscher Beamte | 21. Okt. 1938       | Wilhelm Meinrich, geboren am 14. Februar 1837 in Essen, war Oberingenieur bei der Firma Krupp. Er starb am 24. Februar 1906 ebenda. Der Wilhelm-Meinrich-Weg zweigt, in der Siedlung Pottgießerhof gelegen, nördlich der Niebuhrstraße ab und führt bis zur Lorsbachstraße. |                                                       |
| Wilkenstraße          | 140                     | Friedrich Wilken, Historiker (Orientalist), Hochschullehrer und Bibliothekar                                                                                | 26. Nov. 1909       | Die Wilkenstraße verbindet die Kuglerstraße mit der Kerckhoffstraße. |                                                       |
| Woltmannweg           | 100                     | Karl Ludwig von Woltmann, Historiker, Autor, Diplomat | 18. Okt. 1921       | Der Woltmannweg verbindet den Lepsiusweg mit der Böhmerstraße. |                                                       |
| Zu den Karmelitern    | 210                     | niederländische Karmeliterpatres an St. Mariä Geburt | 18. Aug. 1978       | Die Benennung erfolgte in Erinnerung an die niederländischen Karmeliterpatres, die seit 1953 die Seelsorge in der Pfarrgemeinde der nahen Kirche St. Mariä Geburt übernahmen. Kurz nach dem Zweiten Weltkrieg wurde es als Geste der Verständigungsbereitschaft begrüßt, das die niederländische Provinz des Karmeliterordens zur Übernahme dieser Aufgabe bereit war. Die Straße Zu den Karmelitern, die ursprünglich Teil der Blumenthalstraße und seit 1902 Teil der Sybelstraße war, verbindet die Margaretenstraße mit der Mülheimer Straße. | Zu den Karmelitern                                    |

## Liste ehemaliger Straßennamen
Die Liste ehemaliger Straßennamen erhebt keinen Anspruch auf Vollständigkeit.
| Name                     | von           | bis           | umbenannt in (aktuell)                                                       | Herleitung                                                              | Bemerkungen |
| ------------------------ | ------------- | ------------- | ---------------------------------------------------------------------------- | ----------------------------------------------------------------------- | --- |
| Arndtstraße              | 27. Sep. 1907 | 25. Feb. 1977 | → Jacob-Grimm-Straße                                                         |                                                                         | |
| Bernuthstraße            |               | 16. Mai 1902  | → Freytagstraße                                                              |                                                                         | |
| Binger Straße            | vor 1907      | nach 1965     | → teils Lübecker Straße →teils aufgehoben und überbaut                       | Bingen am Rhein, Stadt in Rheinland-Pfalz                               | Die Binger Straße, vor 1910 Bingener Straße geschrieben, führte auf der heutigen Lübecker Straße von der Mühlheimer Straße nach Norden, zweigte dann nach Nordwesten ab und führte auf die Kreuzung Dresdner Straße/Leipziger Straße. 1910 führte sie weiter nach Süden zur Kruppstraße (heute Benno-Strauß-Straße). Dieses Teilstück war bis 1927 bereits aufgehoben und überbaut. Nach 1945 bildete die Binger Straße eine Sackgasse nördlich der Mülheimer Straße und wurde nach 1965 in einem Bogen mit der Lübecker Straße verbunden und in diese umbenannt. |
| Bismarckstraße           |               | 16. Mai 1902  | → Liebigstraße                                                               | Otto von Bismarck, Reichskanzler                                        | |
| Blücherstraße            |               | 16. Mai 1902  | → Rankestraße                                                                |                                                                         | |
| Blumenthalstraße         |               | 16. Mai 1902  | → Sybelstraße                                                                |                                                                         | |
| Bonner Straße            | 26. Nov. 1909 | 24. Juli 1929 | → An der Apostelkirche                                                       | Bonn, Stadt in Nordrhein-Westfalen                                      | |
| Breilmannstraße          | vor 1900      | 16. Mai 1902  | → Brandenburger Straße                                                       |                                                                         | |
| Breilsortweg             |               | 16. Mai 1902  | → Breilsort                                                                  |                                                                         | |
| Buschstraße              |               | 16. Mai 1902  | → Giesebrechtstraße                                                          |                                                                         | |
| Donnerstraße             | vor 1874      | 16. Mai 1902  | → Lüneburger Straße                                                          |                                                                         | |
| Dovestraße               | 16. Mai 1902  | 14. Nov. 1933 | → Martin-Luther-Straße                                                       |                                                                         | Dovestraße hieß der Abschnitt der Martin-Luther-Straße zwischen Lutherkirche und heutiger Frohnhauser Straße (bereits in Holsterhausen). |
| Dunckerstraße            | 27. Sep. 1907 | 20. Nov. 1937 | → Busehofstraße                                                              |                                                                         | Aus der Oberdorfstraße in Frohnhausen wurde die Dunckerstraße; und zwar 1907 zwischen Berliner Straße und Droysenstraße, und nach 1910 weiter zwischen Droysen- und Frohnhauser Straße. |
| Emser Straße             | vor 1907      | vor 1927      | aufgehoben und überbaut                                                      |                                                                         | Die Emser Straße verband die ehemalige Bingener Straße mit der ehemaligen Sodener Straße. |
| Essen-Mülheimer-Chaussee |               | 13. Dez. 1901 | → Frohnhauser Straße                                                         | Straße zwischen Essen und Mülheim an der Ruhr                           | |
| Fabianstraße             |               | 16. Mai 1902  | → Kuglerstraße                                                               |                                                                         | |
| Falkensteinstraße        | vor 1898      | 16. Mai 1902  | → Berliner Straße                                                            |                                                                         | |
| Fischerstraße            |               | 16. Mai 1902  | → Leipziger Straße                                                           |                                                                         | |
| Friedel-Schrön-Platz     | 14. Juli 1933 | 18. Juni 1945 | → Frohnhauser Platz                                                          | Fritz (Friedel) Schrön, Blutzeuge                                       | Umbenennung in der Zeit des Nationalsozialismus, um die symbolische Form der Machtergreifung voranzutreiben. Zuvor gab es auch die Kurzform Schrönplatz. Friedel Schrön war Widerstandskämpfer gegen die Weimarer Republik und ein sogenannter Blutzeuge der nationalsozialistischen Bewegung. |
| Gabelstraße              |               | 16. Mai 1902  | → Leipziger Straße                                                           |                                                                         | |
| Geisenheimerstraße       | vor 1907      | nach 1916     | aufgehoben und überbaut                                                      |                                                                         | Die Geisenheimerstraße führte als nördliche Verlängerung der Wiesbadener Straße durch den Bereich der heutigen Kleingartenanlage (KGV Essen West) auf die Frohnhauser Straße. Diese wurde aufgrund der Verarmung nach dem Ersten Weltkrieg zunächst als Grabeland angelegt, um den Hunger der Bevölkerung zu lindern. |
| Gneisenaustraße          |               | 17. Dez. 1902 | → Niebuhrstraße                                                              |                                                                         | Die ursprüngliche Gneisenaustraße wurde 1902 in Curtiusstraße umbenannt. Deren Teil zwischen der Nöggerathstraße und ihrem westlichen Ende wurde 1976 in Niebuhrstraße umbenannt. |
| Gregoroviusstraße        | vor 1907      | nach 1965     | aufgehoben und überbaut                                                      |                                                                         | Die Gregoroviusstraße verlief von Altendorf kommend durch den Tunnel Grunertstraße und dann nach Westen über den Bereich der heutigen Helmut-Rahn-Sportanlage weiter auf dem heutigen Fußweg zur Böhmerstraße. |
| Grünstraße               |               | 16. Mai 1902  | → Margaretenstraße                                                           |                                                                         | |
| Güntherstraße            |               | 16. Mai 1902  | → Braunschweiger Straße                                                      |                                                                         | |
| Haferkamp                | 6. März 1920  | 12. Jan. 1972 | → Langenkamp                                                                 |                                                                         | |
| Hedwigstraße             |               | 16. Mai 1902  | → Potsdamer Straße                                                           |                                                                         | |
| Herbertstraße            |               | 16. Mai 1902  | → Stenzelstraße                                                              |                                                                         | |
| Herrenbankstraße         | vor 1885      | 13. Dez. 1901 | → Frohnhauser Straße                                                         | Zeche Herrenbank (Altendorf) oder Name eines Flözes                     | |
| Heuweg                   |               | 16. Mai 1902  | → Königsberger Straße                                                        |                                                                         | |
| Hochh. Straße            | vor 1910      | um 1916       | aufgehoben und überbaut                                                      |                                                                         | Die Hochh. Straße (vollständige Schreibweise unklar) verlief bis um 1916 von der Rüdesheimer Straße nach Westen auf die ehemalige Geisenheimerstraße im Bereich der heutigen Kleingartenanlage (KGV Essen West). Diese wurde aufgrund der Verarmung nach dem Ersten Weltkrieg zunächst als Grabeland angelegt, um den Hunger der Bevölkerung zu lindern. |
| Johannisberger Straße    | 10. März 1906 | 10. Feb. 1931 | → Hattenheimer Straße                                                        |                                                                         | Die Johannisberger Straße war bis um 1916 nach Westen verlängert und führte auf die ehemalige Geisenheimerstraße im Bereich der heutigen Kleingartenanlage (KGV Essen West). Diese wurde aufgrund der Verarmung nach dem Ersten Weltkrieg zunächst als Grabeland angelegt, um den Hunger der Bevölkerung zu lindern. |
| Kleine Kerckhoffstraße   | 10. Mai 1951  | 10. Feb. 1931 | → Dollendorfstraße                                                           | Wilhelm Kerckhoff, einziger Bürgermeister der Bürgermeisterei Altendorf | Die Kleine Kerckhoffstraße hieß ursprünglich Nitzschstraße. |
| Kruppstraße              | 16. Mai 1902  | 19. März 1969 | → Bundesautobahn 40 → Benno-Strauß-Straße → Großstraße → Paul-Goerens-Straße |                                                                         | |
| Langenstraße             | vor 1883      | 16. Mai 1902  | → Münchner Straße                                                            | Langenfeld, Flurname                                                    | Das Langenfeld gehörte zum Bauern Pollerberg gen. Lange, der es 1904 als Bauland an die Stadt Essen verkaufte. |
| Magdeburger Straße       | vor 1907      | nach 1910     | → Wickenburgstraße                                                           | Magdeburg, Hauptstadt von Sachsen-Anhalt                                | Der Teil der heutigen Wickenburgstraße zwischen Kruppstraße (heute Bundesautobahn 40) und Adelkampstraße hieß Magdeburger Straße. |
| Mühlenstraße             |               | 16. Mai 1902  | → Hamburger Straße → Schweriner Straße                                       |                                                                         | |
| Niesertstraße            | vor 1910      | 21. Feb. 1922 | → Eigene Scholle                                                             |                                                                         | |
| Nikolausstraße           | vor 1898      | 16. Mai 1902  | → Düsseldorfer Straße                                                        |                                                                         | |
| Nitzschstraße            | vor 1910      | vor 1928      | → Dollendorfstraße                                                           |                                                                         | Die Nitzschstraße wurde im Zuge der Errichtung der St.-Elisabethkirche um 1911 um das Teilstück zwischen Spittler- und Raumerstraße verlängert. Die Nitzschstraße wurde zwischen 1927 und 1928 Kerckhoffstraße und 1951 Kleine Kerckhoffstraße genannt, bevor sie 1957 zur Dollendorfstraße wurde. |
| Parkstraße               |               | 16. Mai 1902  | → Diergardtstraße                                                            |                                                                         | |
| Pertzstraße              |               | 16. Okt. 1916 | → Pottgießerstraße                                                           |                                                                         | |
| Philippstraße            |               | 16. Mai 1902  | → Bunsenstraße                                                               |                                                                         | |
| Plattenstraße            |               | 16. Mai 1902  | → Gervinusstraße                                                             |                                                                         | |
| Potthälterpad            | 31. Mai 1930  | 5. Aug. 1936  | → Schweriner Straße                                                          |                                                                         | Die Straße Potthälterpad war ursprünglich Teil der Mühlenstraße und ab 1930 Teil der Straße Am Mühlenbach. |
| Rathausplatz             | vor 1898      | 16. Mai 1902  | → Altendorfplatz                                                             | Standort des ehemaligen Altendorfer Rathauses                           | Auf diesem Platz befand sich das Rathaus der ehemaligen Bürgermeisterei Altendorf. |
| Rückertstraße            |               | 16. Mai 1902  | → Kasseler Straße                                                            |                                                                         | |
| Schaffystraße            |               | 16. Mai 1902  | → Lübecker Straße                                                            |                                                                         | |
| Scharnhorststraße        |               | 16. Mai 1902  | → Droysenstraße                                                              | Gerhard von Scharnhorst, preußischer Generalleutnant                    | Nach der Eingemeindung Frohnhausens zur Stadt Essen musste die Straße wegen Namensgleichheit umbenannt werden, da es im Essener Nordviertel bereits eine Scharnhorststraße gab, die bis heute dort diesen Namen trägt. |
| Schultepäskenstraße      |               | 16. Mai 1902  | → Riehlstraße                                                                |                                                                         | |
| Schultestraße            | 8. Okt. 1896  | 9. Juli 1915  | → Herbrüggenstraße                                                           | Schulte-Herbrüggen, Hofname                                             | Die Straße wurde nach dem Hof Schulte-Herbrüggen zunächst Schultestraße, dann Herbrüggenstraße genannt. Siehe auch unter Herbrüggenstraße. |
| Schrönplatz              | 8. Mai 1933   | 14. Juli 1933 | → Frohnhauser Platz                                                          | Fritz (Friedel) Schrön, Blutzeuge                                       | Umbenennung in der Zeit des Nationalsozialismus, um die symbolische Form der Machtergreifung voranzutreiben. Kurz drauf wurde die Bezeichnung Friedel-Schrön-Platz verwendet. Friedel Schrön war Widerstandskämpfer gegen die Weimarer Republik und ein sogenannter Blutzeuge der nationalsozialistischen Bewegung. |
| Seydtlitzstraße          |               | 16. Mai 1902  | → Burckhardtstraße                                                           |                                                                         | |
| Sodener Straße           | vor 1907      | vor 1927      | aufgehoben und überbaut                                                      |                                                                         | Die Sodener Straße verband die Leipziger Straße mit der ehemaligen Kruppstraße (heute Benno-Strauß-Straße). |
| Spanische Beck           |               | 16. Mai 1902  | → Wiesbadener Straße                                                         |                                                                         | |
| Stolzestraße             |               | 16. Mai 1902  | → Archenholzstraße                                                           |                                                                         | |
| Treitschkestraße         | 30. Mai 1913  | 8. März 2003  | → Hannah-Arendt-Straße                                                       |                                                                         | Die Treitschkestraße hieß ursprünglich bis 1913 Yorckstraße und wurde am 8. März 2003 in Hannah-Arendt-Straße umbenannt. |
| Victoriastraße           | vor 1898      | 16. Mai 1902  | → Aachener Straße                                                            |                                                                         | |
| Waisenstraße             | vor 1898      | 16. Mai 1902  | → Trierer Straße                                                             |                                                                         | |
| Waitzstraße              |               | 16. Mai 1902  | → Giesebrechtstraße                                                          |                                                                         | |
| Wedelstraße              |               | 16. Mai 1902  | → Dahnstraße                                                                 |                                                                         | |
| Yorckstraße              |               | 30. Mai 1913  | → Hannah-Arendt-Straße                                                       |                                                                         | Die Yorckstraße wurde am 30. Mai 1913 in Treitschkestraße und am 8. März 2003 in Hannah-Arendt-Straße umbenannt. |